# بنه‌سه
بِنه‌سه (به ژاپنی: ベネッセコーポレーション Benesse Kōporēshon) یک شرکت نشر در شهر اوکایاما در ژاپن است که در سال ۱۹۵۵ تأسیس شده‌است.